# 田中二郎
田中二郎（1906年－1982年），日本法學家，兵庫縣人。専長公法論、行政法論、行政訴訟論、國家賠償論等。第五官立高等學校（後改熊本大學）、東京帝國大學畢業，師承美濃部達吉。曾任最高裁判所判事、東京大學法律系教授、北海道大學兼任教授。
田中二郎是知名法學家岡野敬次郎女婿，是東京大学教授塩野宏的岳父。